# Krumë
Krumë là một đô thị trong quận Has thuộc hạt Kukës, Albania. Dân số năm 2005 là 6393 người.